# Palmorchis
Palmorchis – rodzaj roślin z rodziny storczykowatych (Orchidaceae). Obejmuje 38 gatunków występujących w Ameryce Południowej i Środkowej w takich krajach i regionach jak: Region Północny, Kolumbia, Kostaryka, Ekwador, Gujana Francuska, Gujana, Nikaragua, Panama, Peru, Surinam, Trynidad i Tobago, Wenezuela.

## Systematyka
Rodzaj sklasyfikowany do plemienia Neottieae, podrodzina epidendronowe (Epidendroideae), rodzina storczykowate (Orchidaceae), rząd szparagowce (Asparagales) w obrębie roślin jednoliściennych.
Wykaz gatunków
- Palmorchis antioquiensis Szlach., Baranow & Dudek
- Palmorchis blancae Damian
- Palmorchis carlos-parrae Szlach. & Baranow
- Palmorchis caxiuanensis Rocha, S.S.Almeida & Freitas
- Palmorchis chocoensis Szlach., S.Nowak & Baranow
- Palmorchis colombiana Garay
- Palmorchis deceptoria Veyret & Szlach.
- Palmorchis dressleriana Szlach., Baranow & Dudek
- Palmorchis duckei Hoehne
- Palmorchis eidae Dressler
- Palmorchis fractiflexa Szlach. & Baranow
- Palmorchis guianensis (Schltr.) C.Schweinf. & Correll
- Palmorchis imuyaensis Dodson & G.A.Romero
- Palmorchis kuhlmannii (Schltr.) L.O.Williams
- Palmorchis liberolabellata Damian
- Palmorchis lobulata (Mansf.) C.Schweinf. & Correll
- Palmorchis loretana Damian & L.A.Torres
- Palmorchis maculata Szlach. & Baranow
- Palmorchis maguirrei Szlach., S.Nowak & Baranow
- Palmorchis misas-urretae Szlach. & Baranow
- Palmorchis nitida Dressler
- Palmorchis pabstii Veyret
- Palmorchis paludicola Dressler
- Palmorchis pandurata C.Schweinf. & Correll
- Palmorchis powellii (Ames) C.Schweinf. & Correll
- Palmorchis prospectorum Veyret
- Palmorchis puber (Cogn.) Garay
- Palmorchis pubescentis Barb.Rodr.
- Palmorchis rubioi Szlach., Baranow & Dudek
- Palmorchis schneideri Szlach., Baranow & Dudek
- Palmorchis silvicola L.O.Williams
- Palmorchis sobralioides Barb.Rodr.
- Palmorchis sordida Dressler
- Palmorchis trilobulata L.O.Williams
- Palmorchis trinotata Dressler
- Palmorchis triquilhada Ferreira Filho & Barberena
- Palmorchis valdiviesoana Szlach. & Baranow
- Palmorchis yavarensis Damian & Torres